# Coco Chanel

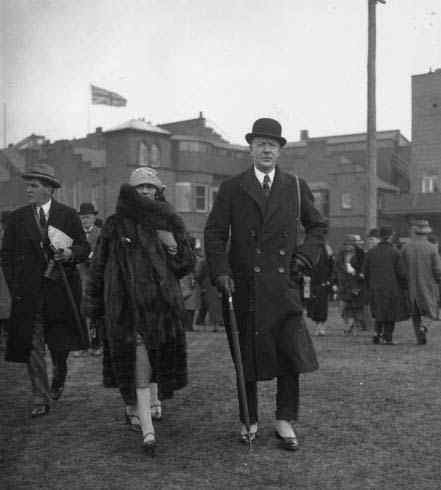
Coco Chanel a Hugh Grosvenor, 2. vévoda z Westminsteru, fotografie z let 1924–1930

Coco Chanel, vlastním jménem Gabrielle Chanel (19. srpna 1883 Saumur – 10. ledna 1971 Paříž) byla francouzská módní návrhářka, která je považována za klíčovou osobnost v oblasti utváření šatníku moderní ženy. Se svou haute couture udávala od poloviny 20. století tón světovému módnímu průmyslu.

## Životopis
Narodila se ve Francii roku 1883 jako druhá dcera podomního obchodníka Alberta Chanela a jeho družky Jeanne Devolle. Rodiče vstoupili do manželství až v roce 1884. Měla čtyři sourozence: dvě sestry, Julii a Antoinettu, a dva bratry, Alphonse a Luciana. Po smrti matky v roce 1895, tedy v jejích dvanácti letech, dal otec všechny své děti do klášterního sirotčince v Aubazine. Společně se sestrou Julií byla později přijata do klášterní školy. Ve dvaceti letech začala pomáhat své tetě v obchodě s oděvy v obci Moulins a záhy si získala pověst mimořádně schopné švadleny. V letech 1905–1908 si po večerech navíc přivydělávala zpěvem v kavárnách a nočních podnicích, které se nacházely buď přímo v Moulins, nebo ve Vichy. Zde také získala svou přezdívku Coco, což ve francouzštině znamená dušička nebo miláček.
V lázeňském městě Vichy se seznámila se synem z průmyslnické rodiny a chovatelem koní Etiennem Balsanem. Stala se jeho milenkou a získala tak přístup do vyšší společnosti. Žila s ním až do roku 1910 na jeho zámku v Royallieu u Compiègne. Později poznala dalšího osudového muže, britského diplomata a majitele dolů Arthura Capela, přezdívaného Boy. S jeho podporou otevřela v Paříži a mondénním přímořském letovisku Deauville několik obchodů s luxusními klobouky, kde časem rozšířila sortiment o sportovní oblečení. V roce 1916 pak otevřela další módní salon v letovisku Biarritz na jihozápadě Francie. Následovala první ucelená kolekce, v níž se objevily originální košilové šaty (jednodílný, volný oděv, který se nosil bez korzetu, svázaný v pase, nebo na bocích), či tehdy již proslulé „malé černé šaty“. Dále do dámské módy zavedla úplet, který byl do té doby považován za materiál vhodný jen na výrobu prádla.
Jejím cílem nebylo jen rozšířit módu aristokracie a vyšších tříd do „ulic”, ale i umožnit nositelce každého modelu, aby se cítila sama sebou a zároveň pohodlně. Jejím krédem byla tedy funkčnost a prostota. Způsobila revoluci v oděvním průmyslu a její podniky měly ve 30. letech až 3500 zaměstnanců. V té době byla nejbohatší módní návrhářkou Francie a říkalo se jí „Královna módy”.
Arthur Capel, její největší láska, zemřel při automobilové nehodě 22. prosince 1919. Coco Chanel se nikdy neprovdala, třebaže jejím životem prošla po něm ještě řada dalších mužů. Za zmínku stojí hudební skladatel Igor Stravinskij, ruský velkokníže Dmitrij Romanov (spojovaný s případem vraždy Grigorije Rasputina), který ji věnoval "perly Romanovců", Hugh Grosvenor, 2. vévoda z Westminsteru, a francouzský malíř a žurnalista Paul Iribe.
S výjimkou jediného butiku (kde se prodával její slavný parfém v charakteristickém flakonu, Chanel No. 5) po vypuknutí druhé světové války uzavřela všechny své salony. Válku prožila s německým důstojníkem Hansem Güntherem von Dincklage, a také se v té době přátelila s Walterem Schellenbergem. Proto byla podezřelá z kolaborace s nacisty a po osvobození musela jako „zrádkyně“ odejít do Švýcarska, kde posléze strávila devět let.
V roce 1954 však svoji dílnu a pařížský butik opět otevřela a znovu po dlouhá léta udávala módní trend. Coco Chanel zemřela 10. ledna 1971 ve věku 88 let. Hlavním návrhářem značky Chanel se po ní stal Karl Lagerfeld, který na této pozici zůstal až do své smrti v roce 2019.

## Kariéra
Původem byla prostá venkovská dívka; neměla tedy postavení, peníze ani vzdělání. Měla však neobyčejnou povahu, která jí umožnila, aby předběhla svou dobu – čas, kdy společnost bránila ženám projevit svou přirozenost. Byla po dlouhou dobu v podstatě kurtizánou, která využívala pomoci a podpory mužů. Kariéra módní návrhářky byla důsledkem jejího tvořivého ducha i touhy po nezávislosti.
Když ve 20. a 30. letech přepracovala pánské střihy na pohodlné dámské oblečení pro volný čas, vynalezla prakticky sportovní oblečení. Navíc propagovala své kreace (včetně pletených vest, žerzejových kostýmků, svetrů a námořnických kalhot) tím, že je sama nosila. Nezbytnou součástí jejího šatníku se staly „malé černé šaty“, které vycházely z jednoduché košilové linie. Řada jejích doplňků zahrnovala kabelky, pásky, šály a bižuterii. Mimo jiné zavedla do módy i tzv. „pážecí účes“. Prostřednictvím velkoknížete Dmitrije Romanova se seznámila s parfumérem Ernestem Beauxem z Monte Carla a vytvořila v roce 1921 klasický parfém Chanel No. 5. Vrchol její kariéry přišel v roce 1954, kdy v 71 letech přerušila odpočinek a vytvořila snad nejtrvalejší a nejznámější typ oděvu – kostým „Chanel“. Ten sestává z krátkého saka bez límce a sukně po kolena, jeho významným ozdobným prvkem je lemování saka ozdobnou portou. Díky jednoduchosti, eleganci a kráse ho stále nosí ženy na celém světě.
V časech největší slávy oblékala známé osobnosti, hvězdy a módní ikony své doby, mezi něž se řadily například Audrey Hepburnová, Grace Kellyová (pozdější monacká kněžna Gracia Patricia) či Jacqueline Kennedyová. V její dílně vznikaly i mnohé divadelní a filmové kostýmy.

## Známé výroky Coco Chanel
- Můj život se mi nelíbil, tak jsem si vymyslela jiný.
- Ženy, které nenosí parfém, nemají budoucnost.
- Móda zmizí, styl zůstane.

## Životopisné filmy
- Ve francouzském životopisném filmu z roku 2009 Coco Chanel úspěšně ztvárnila její postavu francouzská herečka Audrey Tautou. Režie: Anne Fontaine.
- V roce 2009 byl do kin uveden také francouzský film Coco Chanel & Igor Stravinskij, kde její postavu hrála francouzská herečka Anna Mouglalis. Režie: Jan Kounen.
- V roce 2008 vznikl dvoudílný televizní film Coco Chanel jako koprodukce Francie (televizní stanice arte France), Itálie a Velké Británie. Zde hrála hlavní roli mladé Coco Chanel slovenská herečka Barbora Bobuľová. Coco Chanel v roce 1954, kdy se rozhodovalo o dalším osudu jejího podniku, ztělesnila Shirley MacLaine. Režii vedl Kanaďan Christian Duguay.